# Johann Adam Christoph Kölle
Johann Adam Christoph Kölle (* 18. Oktober 1745 in Hirschlanden; † 1809 in Tübingen) war Hofgerichtsassessor, Landschaftsabgeordneter und Mitglied des Engeren Ausschusses der Landschaft, sowie Bürgermeister von Tübingen und ab 1806 Königlicher Obertribunalrat.

## Leben
Kölle war ein Sohn des Pfarrers Johann Christoph Kölle in Hirschlanden und seiner Frau Magdalena Margarete geb. Bardili. Er studierte Jura an der Universität Tübingen, wurde dort 1767 Licentiat und arbeitete anschließend als Advokat.
Ab 1770 war Kölle Hofgerichtsassessor (bis 1804) und Mitglied des Engeren Ausschusses der Landschaft (bis 1799). Seit 1772 war er auch Gerichtsverwandter und Bürgermeister von Tübingen.
Von 1797 bis 1804 war er Landschaftsabgeordneter. Von 1804 bis 1806 war er Assessor auf der Landschaftsbank des Kurfürstlichen Oberhofs und Appellationsgerichts in Stuttgart. 1806 wurde er Königlicher Obertribunalrat, so dass er seine Ämter als Bürgermeister und Gerichtsverwandter in Tübingen ablegen musste.
Er heiratete Elisabeth Christiane Kölle geb. Kölle (1763–1830), eine Enkelin des Pfarrers von Welzheim, Samuel Kölle. Da sie als kinderlose Witwe eine Wohnungs- und Geldstiftung ins Leben rief, wurde sie posthum bekannter als ihr Mann:

## Veröffentlichungen
- Diss. de Initio in conventionibus spectando, Tübingen 1765
- Diss. de Odio Revisionis Cameralis sublato, ad Capitul. noviss. art 17 § 2, Tübingen 1767